# Rupert Liebl
Rupert Liebl (* 4. Mai 1941) ist ein ehemaliger deutscher Badmintonspieler.

## Karriere
Rupert Liebl wurde 1962, 1964, 1966 und 1967 mit dem MTV München von 1879 Deutscher Mannschaftsmeister. In den Einzeldisziplinen gewann er eine Bronze- und drei Silbermedaillen bei deutschen Meisterschaften. International war er bei den Austrian International und den Slovenian International erfolgreich.

## Sportliche Erfolge
| Saison    | Veranstaltung                     | Disziplin    | Platz | Name |
| --------- | --------------------------------- | ------------ | ----- | --- |
| 1958/1959 | Deutsche Einzelmeisterschaft U18  | Mixed        | 3     | Rupert Liebl / Dankesreiter (Bayern) |
| 1960/1961 | Deutsche Einzelmeisterschaft      | Herrendoppel | 2     | Rupert Liebl / Alfred Schwarz (MTV München 1879)                                                                                          |
| 1960/1961 | Deutsche Mannschaftsmeisterschaft | Mannschaft   | 3     | MTV München 1879 (Rupert Liebl, Wolfgang Blümel, Karl Bubel, Günter Ledderhos, Heide Bichler, Renate Uschold)                             |
| 1960/1961 | Deutsche Einzelmeisterschaft      | Mixed        | 3     | Rupert Liebl / Heidi Reuß (MTV München 1879 / TSV Neuhausen)                                                                              |
| 1961/1962 | Deutsche Einzelmeisterschaft      | Herrendoppel | 2     | Rupert Liebl / Gero Maier (MTV München 1879 / TuS Prien)                                                                                  |
| 1961/1962 | Deutsche Mannschaftsmeisterschaft | Mannschaft   | 1     | MTV München 1879 (Günter Rathgeber, Gerö Maier, Günter Ledderhos, Rupert Liebl, Heide Bichler, Renate Uschold, Christiane Fuchs)          |
| 1962/1963 | Deutsche Mannschaftsmeisterschaft | Mannschaft   | 2     | MTV München 1879 (Franz Beinvogl, Günter Ledderhos, Siegfried Betz, Rupert Liebl, Ursula Verhoefen, Anke Witten)                          |
| 1963/1964 | Deutsche Einzelmeisterschaft      | Mixed        | 2     | Rupert Liebl / Anke Witten (MTV München 1879)                                                                                             |
| 1963/1964 | Deutsche Mannschaftsmeisterschaft | Mannschaft   | 1     | MTV München 1879 (Franz Beinvogl, Günter Ledderhos, Siegfried Betz, Rupert Liebl, Ursula Verhoefen, Anke Witten)                          |
| 1964      | Austrian International            | Mixed        | 1     | Rupert Liebl / Heidi Menacher |
| 1965      | Austrian International            | Mixed        | 1     | Rupert Liebl / Heidi Menacher |
| 1965/1966 | Deutsche Mannschaftsmeisterschaft | Mannschaft   | 1     | MTV München 1879 (Franz Beinvogl, Siegfried Betz, Rupert Liebl, Erich Eikelkamp, Heidi Menacher, Anke Witten)                             |
| 1966      | Slovenian International           | Herrendoppel | 1     | Franz Beinvogl / Rupert Liebl |
| 1966/1967 | Deutsche Mannschaftsmeisterschaft | Mannschaft   | 1     | MTV München 1879 (Franz Beinvogl, Siegfried Betz, Erich Eikelkamp, Rupert Liebl, Hans Sandager, Anke Witten, Lydia Ledderhos, Inge Mönch) |
| 1967/1968 | Deutsche Mannschaftsmeisterschaft | Mannschaft   | 2     | MTV München 1879 (Franz Beinvogl, Siegfried Betz, Erich Eikelkamp, Rupert Liebl, Anke Witten, Heidi Menacher)                             |